# Ada Owidzka
Ada Owidzka, właściwie Adela Zajkowska z domu Owidzka (ur. 31 marca 1907 w Tyflisie, zm. po 1938) – polska aktorka teatralna i śpiewaczka. Sporadycznie przed kamerą.

## Życiorys
Zadebiutowała na scenie w 1929 w krakowskim teatrze rewiowym „Gong”.
Była aktorką teatrów Artystycznego (1933-1934) oraz Ateneum (1935-1936) w Warszawie. Na początku lat 30. występowała jako śpiewaczka w teatrze Morskie Oko.
Po zamążpójściu zaczęła używać również nazwiska męża, Zajkowska. Jej losy po roku 1938 nie są znane.

## Filmografia
- 1938: Wrzos – znajoma Celiny